# 너스상어과
너스상어과(Ginglymostomatidae)는 수염상어목에 속하는 상어 과이다. 3속 4종으로 이루어져 있다. 너스상어류는 열대와 아열대 수역의 얕은 물 속에서 주로 발견되며, 동작이 느리고, 온순한 저생어류이다. 너스상어류는 직접적으로 자신을 위협하지 않으면 사람을 공격하지 않는다. 학명은 "경첩"(돌쩌귀)을 의미하는 그리스어 단어 "깅글리모스"(ginglymos, γίγγλυμος)와 "입"을 의미하는 "스토마"(stoma, στόμα)에서 유래했다.

## 하위 분류
- Ginglymostoma J. P. Müller & Henle, 1837
  - Ginglymostoma cirratum Bonnaterre, 1788
  - Ginglymostoma unami Del-Moral-Flores, Ramírez-Antonio, Angulo & Pérez-Ponce de León, 2015[4]
- Nebrius Rüppell, 1837
  - Nebrius ferrugineus Lesson, 1831
- Pseudoginglymostoma Dingerkus, 1986
  - Pseudoginglymostoma brevicaudatum Günther, 1867